# Narromine
Narromine är en ort i Australien. Den ligger i kommunen Narromine och delstaten New South Wales, i den sydöstra delen av landet, omkring 330 kilometer nordväst om delstatshuvudstaden Sydney.
Trakten runt Narromine är nära nog obefolkad, med mindre än två invånare per kvadratkilometer.. Det finns inga andra samhällen i närheten.
Trakten runt Narromine består till största delen av jordbruksmark. Genomsnittlig årsnederbörd är 641 millimeter. Den regnigaste månaden är mars, med i genomsnitt 104 mm nederbörd, och den torraste är oktober, med 9 mm nederbörd.